# Arctic Challenge Exercise
Arctic Challenge Exercise (ACE) är en militär luftövning i Norge, Sverige och Finland som arrangeras vartannat år.
Övningen har som bakgrund ett nordiskt samarbete som startade 2008 och kallades då Cross-Border Training. Sedan 2013 har övningen varit en större och flernationell övning som arrangerats vartannat år. Övningen år 2023 gick av stapeln under perioden 29 maj till 9 juni. Det var totalt 150 flyg från 13 olika länder som deltog. Bland annat deltog det amerikanska hangarskeppet USS Gerald R. Ford.
Övningen är inte en NATO-övning utan är en del av det nordiska försvarssamarbetet Nordefco.